# 223
223 (CCXXIII na numeração romana) foi um ano comum do século III do Calendário Juliano, da Era de Cristo, teve início a uma quarta-feira  e terminou também a uma quarta-feira, a sua letra dominical foi E (52 semanas).
| Ano completo                        |
| ----------------------------------- |
| Ano comum com início à quarta-feira |

## Nascimentos
- Xi Kang, autor chinês (m. 262)